# Ba'ja
Yacimiento neolítico según la cronología tradicional PPNB (Neolítico precerámico B, 8700 – 6900 a. C., el sitio fue datado por un periodo entre 7400 - 6900 a. C. es decir LPPNB) en Jordania sur, 35°27'45"Este/30°24'55"Norte, situado a una altitud de 1120 m en el Wadi Musa norte, una zona maciza de areniscas en Petra. Solo es accesible por un pasillo estrecho tras un barranco con 70 m de ascenso. El hábitat tiene una superficie de 1,2 hectáreas. Se calcula que contaría con una población de entre 400–800 personas.

## Historia del descubrimiento y excavación
El lugar fue mencionado por primera vez por D. Kirkbride y luego examinado y descrito por M. Lindner en 1983. 

## Hallazgos destacables
- Construcción de casas de piedra y dos plantas, parecida al estilo de los Indios pueblo o como en Çatal Hüyük. No había calles dado al poco espacio y la verticalidad del lugar, se caminaba por las azoteas y se bajaba a cada casa por la misma mediante escaleras de mano de madera. Surgen los primeros poblados grandes (de 1,5 a 15 ha y hasta 2.000 personas, por ejemplo Jericó, Beidha, Basta, 'Ain Ghazal).
- Quizás una de las primeras escalera libres (el Jericó del PPNA 11000 – 8700 a. C. tiene una escalera interior en la torre) de la historia de la humanidad, cuya función era conectar el hábitat con el barranco.
- Fabricación en serie de brazaletes de arenisca que fueron encontrados hasta a una distancia de 250 kilómetros, lo que implica exportación e intercambio de útiles a media distancia.
- Prácticas mágicas: enterramiento de bebés, hachas sobredimensionadas talladas en las paredes. Varios objetos escondidos, una práctica que no se encuentra en otros pueblos grandes de la misma época.
- El abastecimiento de agua por medio de la estancación del barranco mediante diques.

## Inventario lítico
d.griego antiguo.: λίθος lithos, "piedra"
Se hallaron hachas talladas, puntas de flecha tipo Amuq. y son muy abundantes los molinos de mano, morteros y otros útiles pesados para la molienda y procesado de grano. Destaca la ausencia de vajilla de piedra.

## El hábitat
Construcción de casas de piedra con bases rectangulares y paredes hasta una altura de 4,20 m, aplicando por primera vez en la historia mampostería. Hay evidencias constatables de viviendas de dos o tres plantas en Ba'ja. Dada la topografía del lugar se construyó conquistando el espacio vertical. 
Los muros de las azoteas cumplen la misma función que los caminos en pueblos recientes. Por escaleras de madera se bajaba al interior. Las paredes eran adornadas y había ventanucos o agujeros interiores para ventilar y comunicar. La planta más baja tenía aspecto de celda y era utilizada como taller, matadero y fosa. Se halló pintura al fresco en una pared. El espacio público eran los techos de las azoteas.

## El inventario simbólico

### Sepulturas y prácticas mágicas
Se escondieron hachas recién fabricadas de un tamaño extraordinario en los muros igual que morteros no utilizados. Huesos humanos y animales fueron enterrados en el suelo a propósito. Se los cubrió con mampostería. Pequeños cuencos de piedra fueron puestos al revés en el suelo y se emparedaron cadáveres animales entre los muros. 
Se halló en una fosa siete cráneos junto con huesos y puntas de flecha pintados de color rojo. Además se encontraron restos de collares de cuentas o broches de nácar. Detrás de una pared de esta fosa aparecieron pinturas que muestran rayos y una escalera. 
La costumbre de esconder útiles o restos humanos y animales o emparedarlos se considera parte de algún tipo de culto a los antepasados. Las estatuas de yeso sobre un núcleo de cestería del sitio de ‘Ain Ghazal se las ve también en este sentido.

## Alimentación, ganadería y agricultura
La gente se alimentaba de la recogida de pistachos e higos. Se considera que las cabras y las ovejas ya estaban domesticadas. La caza consistía en jabalíes, uros, gacelas, liebres y zorros. El único cereal hallado fue el trigo almidonero, un cereal más bien para alimentar la ganadería. El arqueólogo J. Cauvin habla de una sociedad con agricultura predoméstica. Hay huellas que permiten demostrar que el pueblo fue abastecido con agua estancada mediante diques en el barranco.

## Conclusión
En general se destaca que el Neolítico precerámico fue un periodo de cambio, de grandes inventos como la domesticación de animales o el comienzo de la agricultura. También se debió producir un cambio del inventario simbólico. Aparecieron los primeros templos y santuarios de la historia de la humanidad en Göbekli Tepe, Nevali Çori, Beidha. El comercio a media distancia de brazaletes de arenisca y el hecho de haber en casi todas las casas de Ba'ja talleres indican una incipiente jerarquización social con división del trabajo. Se supone que Ba'ja fue abandonado hacia 6900 a. C. cuando dejó de existir demanda de sus preciosas mercancías.